# 가메라: 대괴수 공중 결전
《가메라 - 대괴수 공중 격전》(ガメラ 大怪獸空中決戰, Gamera: Giant Monster Midair Showdown)은 일본에서 제작된 카네코 슈스케 감독의 1995년 SF 영화이다. 이하라 츠요시 등이 주연으로 출연하였고 츠키카와 츠토무 등이 제작에 참여하였다.

## 출연

### 주연
- 이하라 츠요시
- 나카야마 시노부
- 오노데라 아키라
- 호타루 유키지로
- 후지타니 아야코

### 조연
- 하세가와 하츠노리
- 혼다 히로타로
- 쿠보 아키라
- 혼고 코지로
- 마츠오 타카시

## 기타
- 미술: 오이카와 하지메